# Lázaro Barbosa de Sousa
Pour les articles homonymes, voir Barbosa et Sousa.
Lázaro Barbosa de Sousa (Barra do Mendes, 27 août 1988 – Águas Lindas de Goiás, 28 juin 2021) est un criminel brésilien.

## Biographie
Il acquiert une notoriété en juin 2021 après avoir prétendument participé à une tentative de vol, tuant quatre personnes dans une même famille qui vivait dans une ferme d'Incra 9, un quartier de la région administrative de Ceilândia, dans le District fédéral, et a également réussi, pendant 19 jours (jusqu'au 28 juin 2021), à s'échapper d'une mission de police avec un contingent important autour du DF, tout en suivant une vague de vols dans des fermes de la municipalité de Goiás à Cocalzinho. La familiarité du criminel avec les régions forestières et les difficultés inhérentes à la recherche ont permis à Lázaro de rester en liberté à l'époque,,.